# Gymnocalycium papschii
Gymnocalycium papschii là một loài thực vật có hoa trong họ Cactaceae. Loài này được H.Till mô tả khoa học đầu tiên năm 2001.